# Fan Si Pan
Il Fan Si Pan (in vietnamita Phan Xi Păng) è la cima più elevata del Vietnam e di tutta l'Indocina. Situata all'estremo nord del paese, è meta di turismo naturalistico per la sua elevata biodiversità. Il versante orientale del Fan Si Pan, alle alte quote, ospita un rarissimo endemismo botanico: si tratta di Abies delavayi fansipanensis, una sottospecie di abete classificata come specie in pericolo critico di estinzione nella Lista rossa IUCN, con ormai circa 200-250 esemplari maturi vegetanti, di cui pochi in grado di riprodursi.